# IC 1402
IC 1402 је емисиона маглина у сазвјежђу Лабуд која се налази на листи објеката дубоког неба у Индекс каталогу.
Деклинација објекта је + 53° 15' 48" а ректасцензија 21h 44m 58,0s.